# Bezprizorni

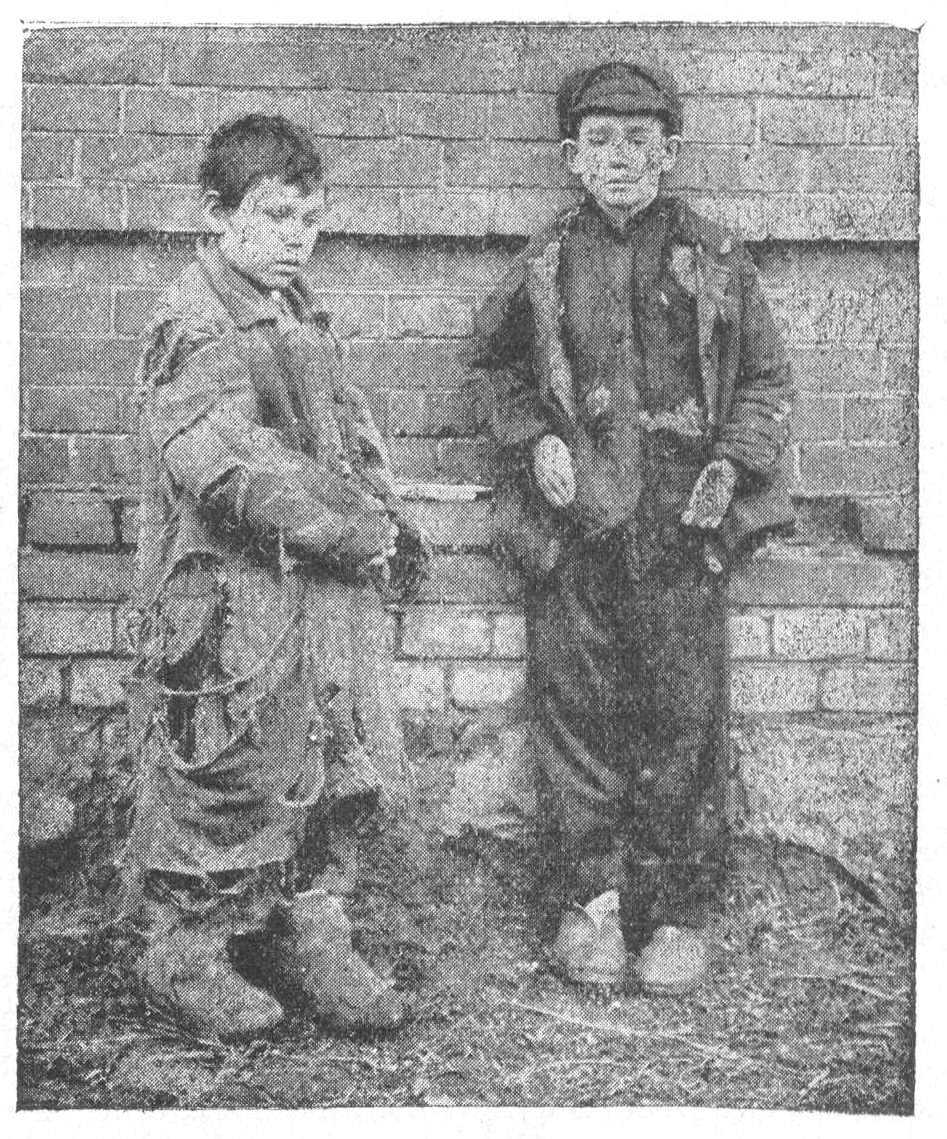
Bezprizorni w latach 20.

Bezprizorni (spolszczenie z ros.: l.poj. беспризо́рный biesprizornyj, l.mn. беспризо́рные biesprizornyje) – potoczne określenie dzieci ulicy w Rosji, najczęściej pozostających w konflikcie z prawem.

## Definicja
Słowem bezprizorni określa się rosyjskie dzieci w wieku od kilku do kilkunastu lat, żyjące na ulicy. Terminu tego używa Gustaw Herling-Grudziński w Innym świecie. Do bezprizornych zaliczają się sieroty, uciekinierzy z rodzin patologicznych i z placówek opiekuńczych, bezdomni. Zdecydowaną większość z nich stanowią młodociani przestępcy, trudniący się kradzieżami, napadami, wymuszeniami, prostytucją, handlem narkotykami, rozbojami i żebractwem.

## Trzy fale zjawiska
Zjawisko bezprizorności (ros. беспризорность biesprizornost′) w Rosji występuje falami. Pierwsza z nich wiązała się bezpośrednio z rosyjską wojną domową. Druga była następstwem II wojny światowej. Trzecia zalała Rosję po upadku ZSRR.
Skalę pierwszej fali próbowali oszacować Anatolij Łunaczarski i Nadieżda Krupska. Dokładne policzenie bezprizornych nie było możliwe z powodu ich gigantycznej liczby oraz nieufności wobec urzędników (część dzieci była świadkami aresztowań rodziców). W przybliżeniu bezprizornych wałęsało się wówczas w Rosji około 6 milionów. Również Feliks Dzierżyński zainteresował się problemem i zdecydował się na jego siłowe rozwiązanie. Do wyłapywania dzieci ulicy zaangażował czekistów. Prosto z ulicy bezprizorni trafiali do kolonii prowadzonych przez radzieckiego pedagoga, Antona Makarenko. W placówkach tych panowała żelazna dyscyplina i warunki przypominające obozy GUŁAGu.
Druga fala nie była tak liczna jak pierwsza. W latach II wojny światowej w radzieckich sierocińcach przebywało około 200 tys. dzieci. Bezprizornych było wówczas około 2 mln. Trzecia fala, której pierwsze oznaki pojawiły się pod koniec lat osiemdziesiątych XX w., trwa nadal. Szacunki odnośnie do liczby dzieci ulicy wahają się w granicach od 1 do 5 mln. Współcześni bezprizorni narażeni są na nowe zagrożenia. Najpoważniejszym z nich jest problem narkomanii, przede wszystkim odurzania się klejem. Kwitnie również prostytucja, nawet wśród dzieci kilkuletnich, a także pornografia (młodociani grają w filmach pornograficznych i pozują do zdjęć).